# Space Hulk
Space Hulk (с англ. «Космический блокшив») — настольная игра фирмы Games Workshop. Действие игры происходит в вымышленной вселенной Warhammer 40,000, смысл её заключался в том, что отряд терминаторов должен был зачистить Space Hulk (остов огромного заброшенного космического корабля) от засевших в нём генокрадов. Игра имеет некую степень вдохновения из цикла фильмов о Чужом.

## Игровой сеттинг
В рамках игровой вселенной Warhammer 40,000 термин Space Hulk (его можно перевести как «космический остов», «космический гигант», «космическая громадина») используется в качестве обозначения огромного древнего космического корабля, посланного людьми тысячелетия назад для колонизации новых звездных систем галактики. За время путешествия некоторые из таких кораблей сгинули в подпространстве Варпа. Появляясь в различных частях обжитого людьми космоса, такие корабли представляют огромный интерес у Империума в качестве источника забытых технологий и утерянных реликвий. Однако космические остовы могут таить в себе различные опасности. Часто случается, что древние корабли заражены генокрадами, последователями темных богов Хаоса, демонами Варпа. Бывает, что космические громадины используют орки в качестве «традиционного» средства межзвездного плавания. Для захвата древних реликвий и противодействия возможным угрозам были сформированы специальные отряды космодесантников Империума — терминаторы, облаченные в специальную укрепленную силовую броню и вооруженные штурмболтерами.
Фракции терминаторов и генокрадов были введены во вселенную Warhammer 40,000 специально для Space Hulk. Позднее культ генокрадов стал частью армий Тиранидов, являясь предвестниками их вторжения в планетарные системы. Терминаторов не планировалось использовать вне сеттинга Space Hulk, однако позднее издатель, идя навстречу многочисленным просьбам игроков, добавил правила использования терминаторов в стандартных баталиях Warhammer 40,000 и выпустил дополнительные пластиковые и металлические наборы миниатюр солдат.

## Игровая механика
Как правило, в игре участвуют два игрока, один играет космодесантниками, другой — генокрадами. Цель космодесантников — выполнить какую-либо миссию на готовой карте (уничтожить определённое количество генокрадов, уничтожить ключевой объект на карте, найти и спасти определённый предмет и так далее). Цель генокрадов — соответственно, не допустить этого и добиться полного уничтожения космодесантников.
Каждое действие в игре определяется броском игральных костей d6. На основании определённой комбинации принимается тот или иной исход. Обе стороны имеют свои сильные и слабые стороны: космодесантники полагаются на огнестрельное оружие, генокрады — на скорость и многочисленность.
Космодесантники могут быть вооружены различным огнестрельным и холодным оружием, включая штурмболтеры, тяжелый огнемет, автопушку, силовые кулаки, силовой меч, громовой молот и другие. Каждое оружие имеет свои уникальные характеристики. Превосходство в огневой мощи космодесантников генокрады компенсируют превосходством в рукопашной атаке. В случае рукопашной генокрад из трех бросков кости выбирает максимальное значение. Космодесантник, вооруженный стандартным силовым кулаком, одним броском должен выбросить не меньшее число, чтобы остаться в живых. Другое оружие ближнего боя придает ряд преимуществ, например, силовой меч вынуждает генокрада перебросить кость с наилучшим результатом, а грозовые когти позволяют космодесантнику совершить два броска и добавляют 1 очко к лучшему результату.
Полем для битвы служит специально составленная карта, состоящая из комнат, соединёнными узкими коридорами. Всё поле поделено на клетки, в одной клетке одновременно может располагаться только один космодесантник или генокрад.
Космодесантники начинают игру с определённой точки высадки, игрок волен расставлять своих бойцов в произвольном порядке (если это не оговорено условиями миссии). Каждый боец имеет 4 очка действия (англ. Action Points, AP), которые он может потратить на передвижение, стрельбу или рукопашную атаку. Очков действия стоят как перемещение (1 AP за одну игровую клетку), так и поворот (1 AP за каждый поворот на 90 градусов). Также существует возможность выполнять отступление не поворачиваясь (2 AP за каждую клетку). То, каким образом космодесантник стоит по отношению к генокраду, зависит, сможет ли он ответить в рукопашной атаке или нет.
Кроме очков действия у космодесантников есть командные очки (англ. Command Points, CP), количество которых случайным образом определяется броском игральной кости в начале каждого хода. Если в отряде космодесантников есть сержант, то игрок может перебросить кость для получения лучшего результата. Командные очки могут использоваться любым космодесантником сверх своих очков действия.
При движении космодесантник автоматически стреляет в видимого противника, при условии, что тот не пропадает из обзора по мере движения. Также космодесантник может встать в режим дозора (англ. Overwatch), в котором он автоматически расстреливает любого движущегося противника в поле зрения. Перемещение со стрельбой и стрельба по движущемуся противнику в режиме дозора за каждую клетку перемещения соответствует броскам кости, требуемым для определения успешности попадания и убийства противника. Может показаться, что стоящий в режиме дозора космодесантник — неразрешимая позиция для игрока, играющего за генокрадов, однако это не так. Любое огнестрельное оружие при выстреле может заклинивать, и пока игрок не устранит неисправность, потратив на это очки действия, он не сможет стрелять. Рано или поздно генокрады могут добиться такой ситуации, когда оружие космодесантника заклинивает, либо он не попадает, вплотную приблизиться к нему и получить преимущество для рукопашной атаки.
Игрок, играющий за генокрадов, может скрывать реальное количество контролируемых созданий, если они не находятся в зоне прямого наблюдения космодесантников. Перемещения скрытых созданий отображаются «блипами» (англ. blips), похожими на отметки целей на радарах. За блипами может скрываться (в зависимости от издания правил и расширений) от 1 до 6 генокрадов.

## История создания
Первое издание Space Hulk было выпущено в 1989 году, для которого в 1990 году было выпущено два расширения, «Deathwing» (расширение возможностей космодесантников) и «Genestealer» (расширение возможностей генокрадов). Кроме того, была выпущена книга «Space Hulk Campaigns», содержащая материалы, ранее изданные в журнале White Dwarf.
Второе издание вышло в 1996 году, игровые правила которого были значительно упрощены по сравнению с первым, что сильно ограничило возможности по созданию расширений. Тем не менее в White Dwarf выпускались дополнительные кампании и различные модификации игровой механики (например, возможность использования генокрадами вентиляционных шахт).
19 августа 2009 года было анонсировано третье издание, которое было издано 5 сентября. Ажиотажный спрос на игру достиг такого размаха, что почтовые предзаказы были распроданы в течение трех дней, а наборы, поступившие в магазины, были раскуплены в течение недели. Представители Games Workshop анонсировали, что не планируется создавать дополнительный тираж, так как издание планировалось выпустить ограниченным тиражом. Каждая из фигурок из набора уникальна, изображая терминатора или генокрада в какой-либо особой позе. Основные изменения правил коснулись действий космодесантника: теперь заклинивание болтера не вызывает прекращение режима дозора, если у игрока остались очки действия, то космодесантник тратит их на восстановление оружия. Также был введён режим охраны, версия дозора для холодного оружия.

## Компьютерные игры
По настольной игре были выпущены :
- Space Hulk (1993) для PC и Amiga.
- Space Hulk: Vengeance of the Blood Angels (1995) для PC, PlayStation, Sega Saturn, и 3DO консолей.
- Space Hulk (2013) от датской студии Full Control для платформ Windows и Mac OS X Издание получило смешанные отзывы от игроков и критиков (агрегатор Metacritic присудил игре оценку 58 из 100 на основе 22 обзоров[3]).
  - Space Hulk: Ascension (2014) Студия учла замечания и постаралась исправить все недоработки в дополнении[4].
- Space Hulk: Deathwing (2016) созданный студией Streum On Studio при участии Cyanide Studio.
- Space Hulk: Tactics (2018).

В 2008 году команда независимых разработчиков под именем TearDown выдала на суд общественности бесплатную компьютерную версию настольной игры. Но через несколько недель TearDown получила письмо от Games Workshop с требованием убрать игру с сайта и прекратить дальнейшую разработку, мотивирующих это тем, что все права на компьютерные игры по данной вселенной принадлежат THQ. TearDown вела переписку с Games Workshop и THQ больше года, но в итоге прийти к соглашению не удалось. Тогда разработчики приняли решение сменить название игры на Alien Assault, создать новые карты, чтобы те не повторяли карты Space Hulk, и убрать все упоминания о Warhammer 40000. Предварительно был проведён опрос на форуме среди людей, заинтересованных в игре — примут ли они изменившуюся игру или же она была им интересна только в рамках Warhammer 40000? Подавляющее большинство поддержало разработчиков и спустя несколько месяцев Alien Assault была готова. Примечательно, что геймплей остался прежним и во всех элементах игры явно просматривается Space Hulk. Однако Games Workshop и THQ это, похоже, устроило, так как дальнейших претензий они не предъявляли. Более того, фанаты, пользуясь широкими возможностями по модификации игры, создали вскоре дополнения, позволяющие фактически сделать из игры изначально планировавшийся Space Hulk. Alien Assault была довольно высоко оценена игроками. Менее, чем за две недели её скачали более девяти тысяч человек. К настоящему моменту помимо английской, изначальной версии, существуют переводы на немецкий, французский, испанский, польский и русский языки.